# Trenta ore per la vita
Trenta ore per la vita è un'associazione ONLUS e rappresenta una delle prime esperienze in Italia di sensibilizzazione e raccolta fondi, promossa e organizzata da un ente non profit in favore di altre associazioni e organizzazioni di volontariato.

## Storia
L'Onlus nasce dall'esperienza dell'Associazione Mille Ore per la Vita (ente costituito nel 1993), in collaborazione con altre organizzazioni di volontariato italiane e, dal 1997, con il Comitato Trenta ore per la vita Onlus. Risalta tra i nomi dei soci fondatori quello di Lorella Cuccarini, testimonial dell'Associazione.
L'Associazione Trenta ore per la vita Onlus svolge attività promozionali e organizzative a favore di cause di rilevante interesse umanitario e sociale, e in particolare opera per l'ideazione, la promozione e l'organizzazione di specifiche campagne di comunicazione sociale, di sensibilizzazione e di raccolta di mezzi e fondi destinati a favore di gruppi, organizzazioni, associazioni ed enti che operano nei settori della ricerca scientifica, della prevenzione e cura delle malattie più gravi ed invalidanti, dell'attività organizzativa e dell'assistenza volontaria per il miglioramento delle condizioni di vita delle fasce di popolazione più indifese e disagiate.
La principale campagna di sensibilizzazione è costituita dall'evento televisivo Trenta ore per la vita, che rappresenta in Italia, un'importante esperienza di sensibilizzazione e raccolta fondi. E sin dalla prima edizione (che ha visto la luce nel 1994), l'evento gode dell'Alto Patronato del Presidente della Repubblica e la risposta da parte dei donatori, sia istituzionali, sia aziende o semplici cittadini, ha permesso la realizzazione di oltre 800 progetti in Italia e in diversi Paesi del mondo, dando il via alla creazione di centri e strutture mediche, di residenze per pazienti in cura, e tanto altro.
Oltre 60 sono state le associazioni che hanno beneficiato delle campagne di sensibilizzazione e di raccolta di fondi avviate dall'Associazione Trenta ore per la vita; fra queste ricordiamo LILT - Lega Italiana per la Lotta ai Tumori, AIL - Associazione italiana contro le leucemie-linfomi e mieloma, AGBE - Associazione Genitori Bambini Emopatici, la Comunità di Sant'Egidio, AISM - Associazione Italiana Sclerosi Multipla, VIS - Volontariato Internazionale per lo Sviluppo, ABIO - Associazione per il Bambino in Ospedale e la Croce Rossa Italiana.
L'Associazione, infatti, ha affrontato problematiche inerenti malattie come la sclerosi multipla, le leucemie, i tumori, le epilessie, gli handicap gravi, le nefropatie, le malattie rare, con particolare attenzione alle patologie che colpiscono l'infanzia.

## Edizioni televisive come trasmissione autonoma
| Edizione | Messa in onda        | Conduzione                                                               | Cast | Studi | Rete                        |
| -------- | -------------------- | ------------------------------------------------------------------------ | --- | --- | --------------------------- |
| 1ª       | 16-17 settembre 1994 | Lorella Cuccarini e Marco Columbro                                       | Con la partecipazione di Maurizio Costanzo. Orchestra diretta dal maestro Beppe Vessicchio. Inviati: Claudio Lippi, Alessandra Casella, Licia Colò, Luana Colussi, Anna Pettinelli, Gegè Telesforo e Antonella Elia.                                               | Studio 11 di Cologno Monzese | Canale 5, Italia 1 e Rete 4 |
| 2ª       | 22-23 settembre 1995 | Lorella Cuccarini e Marco Columbro con Red Ronnie                        | Con la partecipazione di Maurizio Costanzo. Orchestra diretta dal maestro Beppe Vessicchio. Inviati: Licia Colò, Athina Cenci, Patrizia Rossetti e Iva Zanicchi.                                                                                                   | Studio 11 di Cologno Monzese | Canale 5, Italia 1 e Rete 4 |
| 3ª       | 27-28 settembre 1996 | Lorella Cuccarini e Marco Columbro con Red Ronnie e Cristina Parodi      | Con la partecipazione di Maurizio Costanzo e Maria De Filippi. Orchestra diretta dal maestro Beppe Vessicchio. Inviati: Amadeus e Natalia Estrada, Jocelyn e Federica Panicucci, Ettore Andenna e Elisabetta Gardini, Patrizia Rossetti e Alessandro Cecchi Paone. | Studio 11 di Cologno Monzese | Canale 5, Italia 1 e Rete 4 |
| 4ª       | 19-20 settembre 1997 | Lorella Cuccarini e Marco Columbro con Amadeus e Alessandro Cecchi Paone | Con la partecipazione di Maurizio Costanzo e della Premiata Ditta. Orchestra diretta dal maestro Beppe Vessicchio. Inviati:Jocelyn, Licia Colò e Luana Ravegnini.                                                                                                  | Studio 11 di Cologno Monzese | Canale 5, Italia 1 e Rete 4 |
| 5ª       | 14-15 settembre 1998 | Lorella Cuccarini con Amadeus e Alessandro Cecchi Paone                  | Con la partecipazione di Maurizio Costanzo e Paolo Limiti. Orchestra diretta dal maestro Beppe Vessicchio. Inviati: Federica Panicucci, Patrizia Rossetti e Marco Liorni.                                                                                          | Studio 11 di Cologno Monzese | Canale 5, Italia 1 e Rete 4 |
| 6ª       | 17-18 settembre 1999 | Lorella Cuccarini e Marco Columbro con Marco Liorni                      | Con la partecipazione dei Pooh. Orchestra diretta dal maestro Beppe Vessicchio. Inviati: Patrizia Rossetti, Anna Pettinelli. | Teatro 18 di Cinecittà | Canale 5, Italia 1 e Rete 4 |
| 7ª       | 18-23 settembre 2000 | Lorella Cuccarini e Marco Columbro                                       | Con la partecipazione di Tania Zamparo. Orchestra diretta dal maestro Beppe Vessicchio. Inviato: Mauro Serio. | Teatro Valle di Roma (19 settembre), Teatro Bonci di Cesena (20 settembre), Teatro Verdi di Padova (21 settembre), Teatro di Salerno (22 settembre) e Piazza Grande ad Arezzo (23 settembre). | Canale 5                    |
| 8ª       | 20-21 settembre 2001 | Lorella Cuccarini con Michele Cucuzza                                    | Orchestra diretta dal maestro Beppe Vessicchio. | Studio 11 di Cologno Monzese | Canale 5 e Rete 4           |
| 9ª       | 9-16 febbraio 2004   | Lorella Cuccarini con Pupo e Max Novaresi                                | Con la partecipazione di Ilaria D'Amico | ND | Rai 2                       |
| 10ª      | 4-8 settembre 2006   | Tiberio Timperi                                                          | Con la partecipazione straordinaria di Lorella Cuccarini | ND | Rai 2                       |

## Altre edizioni televisive
| Edizione | Periodo                     | Madrina           | Network partner |
| -------- | --------------------------- | ----------------- | --------------- |
| 11ª      | 21-27 maggio 2008           | Lorella Cuccarini | Rai             |
| 12ª      | 20-26 aprile 2009           | Lorella Cuccarini | Rai             |
| 13ª      | 19-25 aprile 2010           | Lorella Cuccarini | Rai             |
| 14ª      | 22 aprile - 9 maggio 2011   | Lorella Cuccarini | Rai             |
| 15ª      | 9-15 aprile 2012            | Lorella Cuccarini | Rai             |
| 16ª      | 15-21 aprile 2013           | Lorella Cuccarini | Rai             |
| 17ª      | 7-13 aprile 2014            | Lorella Cuccarini | Rai             |
| 18ª      | 13-20 aprile 2015           | Lorella Cuccarini | Rai e La7       |
| 19ª      | 4-20 aprile 2016            | Lorella Cuccarini | Rai, La7, Sky   |
| 20ª      | 2-15 ottobre 2017           | Lorella Cuccarini | Rai, La7        |
| 21ª      | 25 febbraio - 17 marzo 2019 | Lorella Cuccarini | Rai, La7        |
| 22ª      | 1-15 novembre 2020          | Lorella Cuccarini | Rai, La7, Sky   |
| 23ª      | 22-28 aprile 2024           | Lorella Cuccarini | Rai             |

## Attività recenti
Dal 2011 al 2013 Trenta ore per la vita ha affrontato in collaborazione con la Croce Rossa Italiana il tema della morte per arresto cardiaco improvviso in persone apparentemente sane. Nel perseguire queste finalità si è servita di vari mezzi di comunicazione, primo fra tutti quello televisivo.
Il 25 novembre 2013, l'Associazione, ha aperto le celebrazioni per i suoi venti anni di attività con un concerto al Teatro Brancaccio di Roma. Oltre a Lorella Cuccarini, hanno partecipato Giuseppe Vessicchio, che ha diretto l'orchestra "Il Sesto Armonico", Giampiero Ingrassia, Bungaro e Daniele Coletta.
Dal 2014 consolida il "Progetto Home" in favore dei bambini e adolescenti malati di tumore. Gli obiettivi del “Progetto Home” sono due: garantire ai bambini e agli adolescenti malati di tumore il diritto alla salute e alla migliore qualità possibile di vita; assicurare alle loro famiglie tutto il sostegno psicologico e materiale necessario, come poter contare su una casa lontano da casa.
Dal 30 marzo al 6 aprile 2014 l'Associazione ha organizzato, sulla nave MSC Splendida, una crociera solidale nel Mediterraneo con Lorella Cuccarini, Marco Columbro, Nek (Filippo Neviani), Giuseppe Vessicchio e Giovanni Muciaccia per sostenere il Progetto Home in favore dei bambini malati di tumore.
In occasione della Festa della Mamma 2014 ha diffuso un video tutorial sulle manovre di disostruzione pediatriche organizzando anche una maratona social con Lorella Cuccarini e il dottor Marco Squicciarini.
Nel mese di dicembre 2014 Trenta ore per la vita ha inoltre lanciato il primo corso online sulle manovre di disostruzione pediatriche alla quale hanno partecipato diversi medici.
Oltre al socio fondatore Lorella Cuccarini, gli altri testimonial di Trenta ore per la vita sono stati nel 2015: Carlo Cracco, Piera Degli Esposti, Francesco Facchinetti, Isabella Ferrari, Alessandro Florenzi, Francesco Pannofino e Giorgio Pasotti; nel 2016 sono stati: Nancy Brilli, Maria Grazia Cucinotta, Morgan De Sanctis, Anna Foglietta, Gabriele Rubini, Riccardo Montolivo, Luciano Spalletti.
Il 23 aprile 2015, in collaborazione con il Ministero della Salute, Trenta ore per la vita sta organizzando la Prima Giornata Nazionale sulle manovre di disostruzione in età pediatrica.
Nel 2017 Trenta ore per la vita sostiene il progetto di ricerca “La cura dell’epilessia inizia con la diagnosi”, sostenuto dalla Campagna di raccolta fondi “Trenta ore per la vita” 2017 e dalla Fondazione Terzo Pilastro Internazionale, in favore della Federazione Italiana per l’Epilessia. Il progetto di ricerca ha visto coinvolti quattro tra i più grandi centri clinici e di ricerca italiani: Ospedale Gaslini di Genova, Ospedale Meyer e Università di Firenze, Ospedale Bellaria e Istituto delle Scienze Neurologiche della AUSL di Bologna, Policlinico Universitario di Catanzaro.
Nel 2018 Trenta ore per la vita torna a sostenere l’Associazione Italiana Sclerosi Multipla realizzando per le mamme con Sclerosi Multipla una rete di supporto in 80 città italiane. Testimone della campagna è stata Lorella Cuccarini. Dal 25 febbraio al 17 marzo 2019 è tornata sulle reti RAI, LA7 e Sky per raccogliere fondi in favore delle mamme e delle future mamme con sclerosi multipla. Il progetto a sostegno delle giovani mamme è terminato nel 2021.

## Progetto Home
Il Progetto Home ha come scopo quello di realizzare strutture alloggiative destinate alle famiglie di pazienti pediatrici oncologici. Tali strutture sono realizzate in prossimità dei centri di cura oncologici per permettere alle famiglie di essere vicino ai propri cari durante il periodo delle terapie in ospedale. Le Case Alloggio di Trenta Ore nascono infatti con l'obiettivo di aiutare tutte quelle famiglie che sono costrette ad allontanarsi dalla propria città d'origine per seguire una terapia idonea. Il progetto ha una lunga storia: la prima Casa famiglia Trenta ore per la vita nasce a Pescara nel 2009 e, a oggi, ha superato le 40.000 presenze.
Tra il 2014 e il 2016, l’Associazione ha contribuito inoltre a finanziare la ‘Casa di Alice’ a Napoli, la ‘Casa di Fausta’ a Modena, e il ‘Villaggio del sorriso’ a Pisa. 
Il 26 luglio del 2022 è stata inaugurata la seconda Casa di Pescara.
Attualmente sono in corso i lavori presso il “Villaggio dell'Accoglienza Trenta ore per la vita” che sorgerà a Bari.
Nel dicembre del 2022 è partita la nuova campagna del Progetto Home in partnership con la Fondazione Policlinico Universitario A. Gemelli IRCCS, che prevede la realizzazione di una struttura all'interno del complesso ospedaliero. La struttura che nascerà prenderà in carico i pazienti pediatrici affetti da patologie complesse. 

## Il Network di Trenta ore per la vita
Dal 1994 a oggi, sono più di 60 le associazioni di terzo settore che hanno potuto beneficiare delle campagne di sensibilizzazione e raccolta fondi promosse da Trenta ore per la vita. Di seguito l'elenco completo degli Enti di Terzo Settore.
Fondazione ABIO; ACP, Associazione cure palliative Onlus; AGBALT Associazione genitori per la cura e l’assistenza ai bambini affetti da leucemia o tumore;  AGBE, Associazione Genitori Bambini Emopatici; Associazione Gianmarco De Maria, AGEBEO, Associazione Genitori Bambini Emato- Oncologici e amici di Vincenzo Onlus; AGEOP Ricerca, Associazione Genitori Ematologia Oncologia Pediatrica; AGOP, Associazione Genitori Oncologia Pediatrica Onlus; A.G.P.D., Associazione Genitori e Persone con sindrome di Down; Ai.Bi- Associazione Amici dei Bambini; ANUCCS, Associazione Nazionale Utilizzo del Cane per Scopi Sociali; ASEOP, Associazione sostegno ematologia oncologia pediatrica Onlus; Associazione Bianca Garavaglia;  Associazione Genitori Insieme (già Associazione Carmine Gallo); Associazione Noi Per Voi Per Il Meyer;  Associazione OPEN Onlus; Associazione Peter Pan Onlus; Associazione Effata’-Apriti; AUSER Genova; AVIA, Associazione di volontariato per Invalidi e Anziani; Fondazione Ant Italia Onlus; Fondazione Pia Opera Ciccarelli Onlus; Telefono Amico Italia; AIL, Associazione Italiana contro le Leucemie, Linfomi e Mieloma; A.I.P.D., Associazione italiana persone down; A.I.R.E.O., Associazione Italiana per la ricerca emato-oncologica; AISM, Associazione Italiana Sclerosi Multipla; A.L.T., Associazione per la Lotta ai Tumori; A.N.F.E., Associazione Nazionale Famiglie Emigrati; ARCHE’; Fondazione Aretè; Associazione Di Solidarieta’ Oasi Gerico; Associazione Un Cuore Un Mondo; AS.SO.FA., Associazione di solidarietà familiare; CAF, Centro aiuto minori e famiglie; C.E.P.S., Centro emiliano problemi sociali per la trisomia 21; CESVI, Cooperazione e Sviluppo; Comitato per Il Nuovo Dipartimento Di Pediatria Spedali Civili di Brescia; Comitato Maria Letizia Verga; Comunità Di Sant’Egidio; Comunità Delle Suore Di S. Francesco Di Sales; Croce Rossa Italiana; Fondazione Istituto Sacra Famiglia; Fondo Malattie Renali Del Bambino; FOREP, Associazione per la ricerca sull’epilessia e sindromi correlate; IAP, Agenzia Internazionale per la Prevenzione della Cecità; Istituto Di Ricerche Farmacologiche Mario Negri; La Strada Per L’Arcobaleno; L.I.L.T., Lega Italiana per la Lotta Contro I Tumori; NUOVARMONIA, Associazione per i bambini trapiantati e le emergenze pediatriche; Opera Della Divina Provvidenza Madonnina Del Grappa; VIS, Volontariato Internazionale per lo Sviluppo; Fondazione Dream; Fondazione Francesca Rava N.P.H. Italia Onlus; Fondazione Policlinico A. Gemelli; Soleterre; FIE, Federazione Italiana Epilessie; Fondazione Bambino Gesù di Roma; Ets Alda e Sergio per i Bambini.